# オオミズアオ
オオミズアオ（大水青、学名 Actias aliena、旧学名 Actias artemis）は、チョウ目・ヤママユガ科に分類されるガの一種。日本では北海道から九州にかけて、国外では朝鮮半島,中国,ロシア南東部に分布し、平地から高原まで生息域は広い。種名にギリシア神話のアルテミスが使われている。本種の日本産の学名は Actias artemis から Actias aliena に訂正されている。古い一名としてユウガオビョウタンと呼ばれていた。 幼虫の色彩はイラガの幼虫に似ている。

## 特徴
大型で白に近い薄緑色をしたガで、成虫の開帳は80 - 120 mmほど。前翅は三角形にとがり、後翅は後方に伸びて尾状になる。前翅の前縁は褐色になり、前翅と後翅にはそれぞれ中央に丸い斑紋が1個ずつある。触角は櫛歯状で、雄でははっきりとよく発達する。
出現期は4 - 8月頃。初夏と夏の2回発生し、蛹で越冬する。 
幼虫は緑色のイモムシで、節ごとに毛の束が少しだけ出る。モミジ、ウメ,サクラ,リンゴなどバラ科、ブナ科、カバノキ科ほか多くの樹木の葉を食べる。サクラの葉を食べるため、都心のビル街の街路樹などでも見かけることがある。
成虫は口が退化していることもあり、物を食べたり飲んだりすることはない。

## 近縁種
ヤママユガ科では比較的普通で、色が独特なので目を引く種であるが、以下の非常に似た種があり、混同されることも多い。
オナガミズアオ A. gnoma (Butler)
外見での区別は難しいが、翅の先端の尖りが強いこと、体色の青みが強いこと、翅中央の丸い斑紋がオオミズアオではゆがんでいるがオナガミズアオでは丸いこと、止まったときの左右の前翅前縁部がオオミズアオではほぼ一直線となるのに対しオナガミズアオでは極端に「ハの字」となることなどで区別される。正確には交尾器を見なければならない。

## 写真

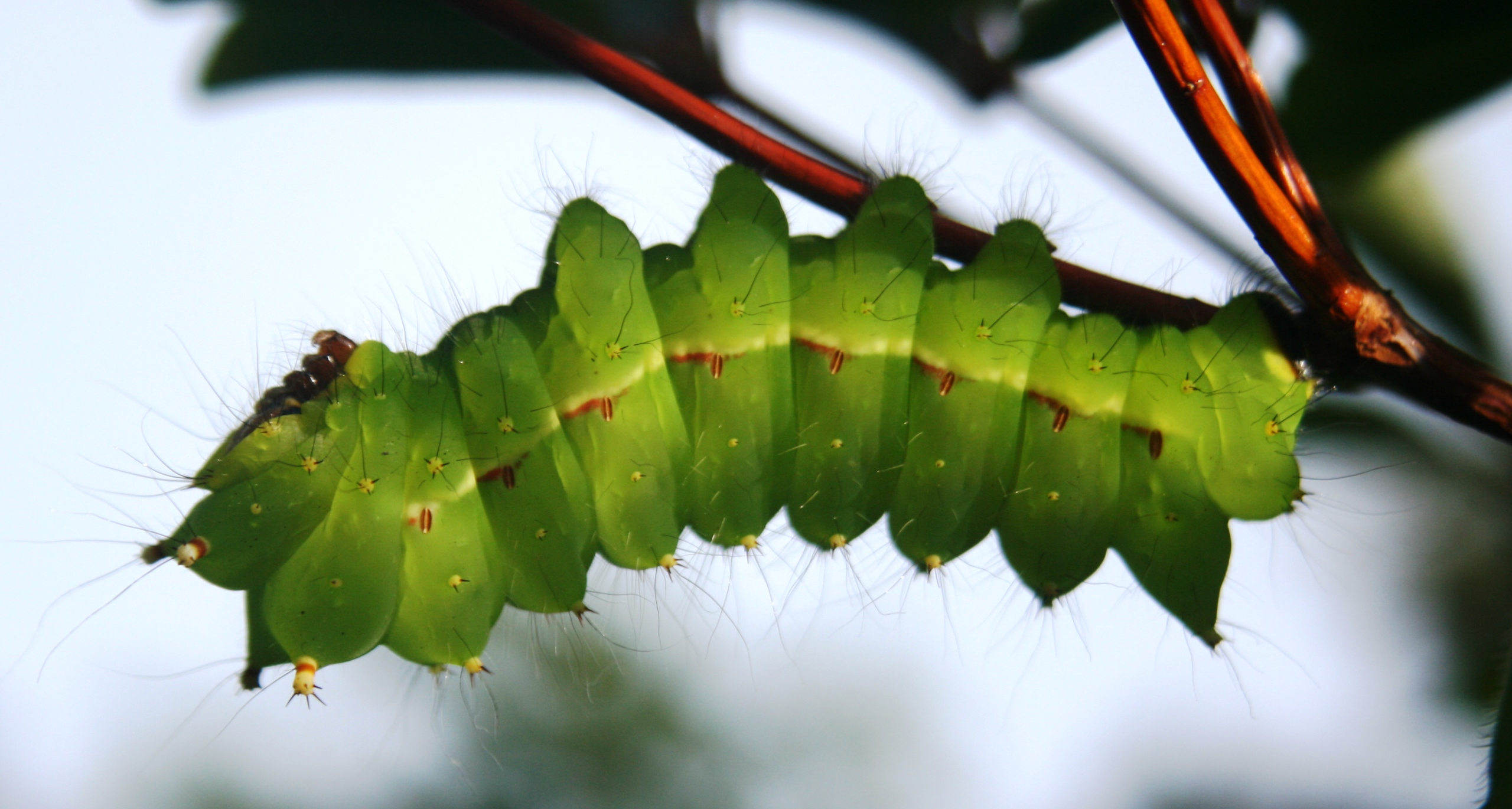
幼虫・御在所岳にて
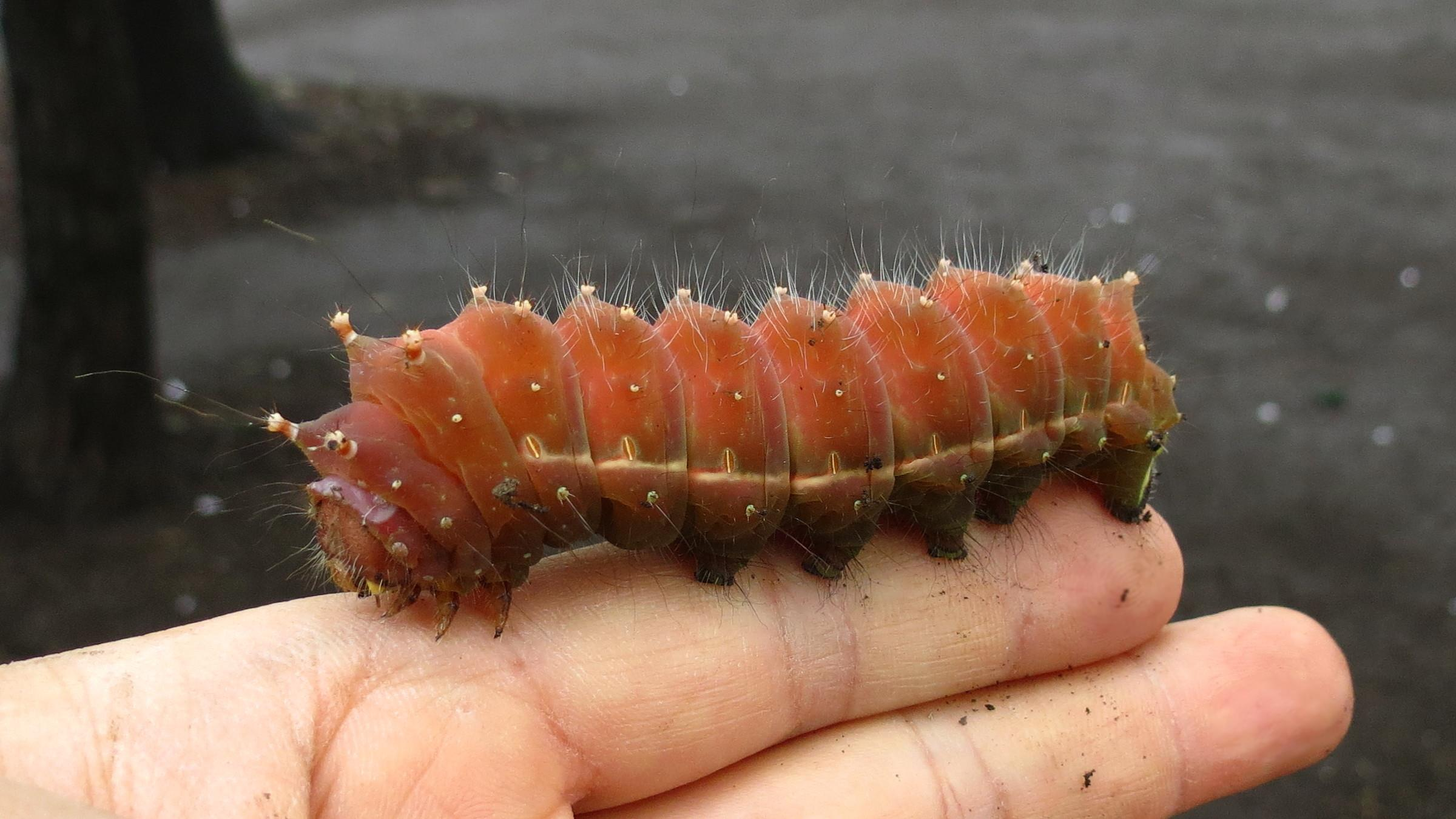
終齢幼虫(蛹化直前)